# Четыре свадьбы и одни похороны
«Четы́ре сва́дьбы и одни́ по́хороны» (англ. Four Weddings and a Funeral) — британская романтическая комедия режиссёра Майка Ньюэлла, вышедшая на экраны в 1994 году. Кроме того, это первый из серии фильмов по сценариям Ричарда Кёртиса с участием Хью Гранта. Фильм собрал по всему миру более 245 000 000 долларов и стал самым успешным в прокате британским фильмом за всю историю. Лента получила две номинации на премию «Оскар» и другие награды.

## Сюжет
Фильм показывает приключения группы друзей через восприятие Чарльза (играет Грант), часто смущённого и склонного к неуместным поступкам британца, который очарован Керри (играет Макдауэлл), красивой американкой, с которой он постоянно встречается на свадьбах и похоронах.
Первая свадьба — свадьба Ангуса и Лоры (Тимоти Уокер и Сара Кроу). Чарльз и его одинокие друзья обеспокоены тем, что они никогда не найдут себе пару. На этой свадьбе Чарльз впервые встречает Керри и проводит с ней ночь. Чарльз воспринимает это как отношения на одну ночь.
Вторая свадьба — свадьба Бернарда и Лидии (Дэвид Хейг и Софи Томпсон), отношения которых завязались на первой свадьбе. На этой свадьбе Роуэн Аткинсон в роли неопытного священника проводит первое венчание. Проводя церемонию, он постоянно путается и допускает смешные оговорки. Сам приём оказывается не слишком приятным для Чарльза, поскольку он вынужден сидеть за столом с несколькими своими бывшими девушками, а позже он сталкивается с Генриеттой (которую его друзья зовут «утконосом»), с которой в прошлом у него были непростые отношения. Его ужасный день окончательно портится, когда он узнаёт, что Керри помолвлена с Хэмишем (Корин Редгрейв), богатым шотландским политиком. Впрочем, это не мешает Чарльзу и Керри провести вместе ещё одну ночь. Позже Чарльз встречает Керри в магазине свадебных подарков, подыскивая подходящий подарок для её свадьбы, а затем он помогает ей выбирать свадебное платье. Также Керри изумляет его признанием, что у неё было более 30 сексуальных партнёров. Он же переспал только с 9 девушками. Позднее он предлагает ей продолжить отношения, если брак Керри будет неудачным, но она вежливо отказывается.
Третья свадьба — свадьба Керри в британском замке. Чарльз приходит, находясь в глубокой депрессии. На приёме подруга Чарльза Фиона (Кристин Скотт Томас) признаётся ему в любви, что обескураживают Чарльза, поскольку он всегда воспринимал её как просто друга. На свадьбе внезапно умирает от инфаркта друг Чарльза Гарет (Саймон Кэллоу).
Следующий эпизод — похороны Гарета. На похоронах Мэтью (Джон Ханна в одной из первых своих ролей в кино) цитирует стихотворение «Funeral Blues» Уистена Хью Одена. Чарльз и Том (Джеймс Флит) спорят о природе истинной любви.
Четвёртая свадьба — свадьба Чарльза, решившего жениться на Генриетте от отчаяния. Однако в день свадьбы он встречает Керри, которая, оказывается, разошлась с мужем. У алтаря, когда викарий спрашивает, знает ли кто-нибудь причины, по которым пара не должна жениться, глухонемой брат Чарльза Дэвид (Дэвид Боуэр), используя язык жестов, заявляет, что Чарльз не любит Генриетту. Чарльз это признаёт, Генриетта со всей силы бьёт Чарльза по лицу, и на этом церемония прерывается.
Керри приходит к Чарльзу, который тяжело переживает свадебную неудачу, чтобы извиниться за то, что она пришла на свадьбу. Чарльз признаётся, что он наконец понял, что именно Керри — тот человек, с которым он хочет провести свою жизнь. Но он принципиально не хочет жениться. Тогда Керри и Чарльз обещают друг другу, что никогда не поженятся.
В конце мы видим серию фотографий, показывающих будущее героев фильма. Показаны свадьбы всех, кроме Фионы, которая показана (сатирически) выходящей замуж за человека, похожего на принца Чарльза. Счастливые и неженатые Керри и Чарльз показаны с ребенком.

## В ролях
| Актёр               | Роль                             |
| ------------------- | -------------------------------- |
| Хью Грант           | Чарльз                           |
| Энди Макдауэлл      | Керри                            |
| Кристин Скотт Томас | Фиона                            |
| Шарлотта Коулман    | Скарлетт                         |
| Саймон Кэллоу       | Гарет                            |
| Джеймс Флит         | Том                              |
| Анна Чанселлор      | Генриетта («Утка» или «Утконос») |
| Джон Ханна          | Мэттью                           |
| Софи Томпсон        | Лидия                            |
| Дэвид Боуэр         | Дэвид                            |
| Роуэн Аткинсон      | отец Джеральд                    |
| Корин Редгрейв      | Хэмиш                            |

## Места съёмок
Хотя действие в фильме происходит в разных районах Великобритании, почти все места съёмок были рядом с Лондоном и в «Домашних графствах» (англ. Home Counties). Они включали в себя Бетчворт в Суррее, Эмерсхем в Бакингемшире и Вест Таррок в Эссексе. Даже сцены, связанные с Шотландией, снимались в величественных домах в Суррее и Хэмпшире.
Съёмки также проводились в поместье Лутон Ху (англ. Luton Hoo) в Бэдфордшире, под Лондоном. В этом поместье большую часть жизни прожила Анастасия Михайловна де Торби — правнучка императора Николая I по отцу и правнучка А. С. Пушкина по матери.

## Награды и номинации
- 1994 — попадание в десятку лучших фильмов года по версии Национального совета кинокритиков США.
- 1995 — две номинации на премию «Оскар»: лучший фильм (Дункан Кенуорси), лучший оригинальный сценарий (Ричард Кёртис).
- 1995 — премия «Золотой глобус» за лучшую мужскую роль в комедии или мюзикле (Хью Грант), а также 3 номинации: лучший фильм — комедия или мюзикл, лучшая женская роль в комедии или мюзикле (Энди Макдауэлл), лучший сценарий (Ричард Кёртис).
- 1995 — 4 премии BAFTA: лучший фильм (Дункан Кенуорси, Майк Ньюэлл), лучшая режиссура (Майк Ньюэлл), лучшая мужская роль (Хью Грант), лучшая женская роль второго плана (Кристин Скотт Томас), а также 7 номинаций: лучшая мужская роль второго плана (Саймон Кэллоу и Джон Ханна), лучшая женская роль второго плана (Шарлотта Коулман), лучший оригинальный сценарий (Ричард Кёртис), лучший монтаж (Джон Грегори), лучший дизайн костюмов (Линди Хэмминг), лучшая музыка (Ричард Родни Беннетт).
- 1995 — премия «Сезар» за лучший зарубежный фильм (Майк Ньюэлл).
- 1995 — 4 премии Лондонского кружка кинокритиков: лучший фильм года, лучший режиссёр (Майк Ньюэлл), лучший сценарист (Ричард Кёртис), лучший продюсер (Дункан Кенуорси), а также специальная награда за особое достижение (Хью Грант).
- 1995 — две номинации на премию «Давид ди Донателло»: лучший зарубежный актёр (Хью Грант), лучшая зарубежная актриса (Энди Макдауэлл).
- 1995 — номинация на премию Гильдии режиссёров США за лучшую режиссуру художественного фильма (Майк Ньюэлл).
- 1995 — премия Гильдии сценаристов США за лучший оригинальный сценарий (Ричард Кёртис).